# Brunettia itabunensis
Brunettia itabunensis és una espècie d'insecte dípter pertanyent a la família dels psicòdids.

## Etimologia
El seu nom científic fa referència a la ciutat on els espècimens foren recollits.

## Distribució geogràfica
Es troba a Sud-amèrica: l'estat de Bahia (el Brasil).